# Karim Hussain
Karim Hussain (Ottawa, 16 luglio 1974) è un regista, sceneggiatore e direttore della fotografia canadese.

## Filmografia

### Regista
- Subconscious Cruelty (2000)
- Ascension (2002)
- La dernière voix (2002, cortometraggio)
- La belle bête (2006)
- The Theatre Bizarre (2011, segmento Vision Stains)